# Weihrauch

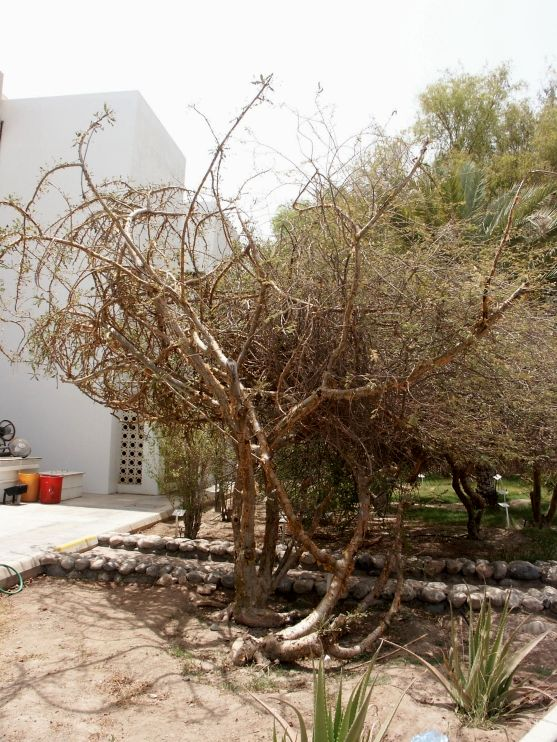
Weihrauchbaum in Maskat (Oman)

Weihrauch (von mittelhochdeutsch/althochdeutsch wīhrou[c]h, heiliges Räucherwerk‘, ‚Weihrauch‘, ‚Boswellienharz‘; zu wīhen: ,heiligen, weihen‘) ist das luftgetrocknete Gummiharz, das von verschiedenen Boswellia-Arten gewonnen wird. Weihrauch wird nicht nur kultisch als Räucherwerk verwendet, sondern auch heilkundlich als Phytotherapeutikum. Der beim Verbrennen entstehende Rauch wird ebenfalls als Weihrauch bezeichnet. Weihrauchharz ist grobkörnig bis stückig und von durchscheinend braun-gelber bis rötlich-brauner Farbe. Andere Bezeichnungen sind Olibanum (ursprünglich ein sehr helles Weihrauchharz, lateinisch Thus album oder incensum album) sowie lateinisch Thus und incensum (englisch Frankincense).

## Gewinnung
Hauptsächlich wird das Harz von Boswellia sacra (= Boswellia carterii), Boswellia papyrifera, Boswellia serrata, Boswellia frereana gewonnen, die jeweils einen leicht unterschiedlichen Harztyp erzeugen. Geerntet und genutzt werden aber auch unbekanntere Sorten, wie Boswellia dalzielli, Boswellia nana, Boswellia neglecta und Boswellia rivae. Unterschiedliche Standorte sowie klimatische Gegebenheiten beeinflussen die jeweilige Harzqualität ebenfalls. Durch Schnitte in Stamm und Äste tritt dort eine klebrig-milchige Flüssigkeit aus, die durch Trocknung an der Luft das Weihrauchharz entstehen lässt. Zwischen Ende März und Anfang April beginnt die Weihrauchproduktion, die über mehrere Monate andauert. Manche Weihraucharten werden, bis auf die Monsunzeit, das ganze Jahr geerntet. Der erste Erntevorgang ergibt ein nur sehr minderwertiges Harz, das früher nicht verwendet wurde, mittlerweile jedoch vermarktet wird. Erst drei Wochen später wird eine annehmbare Qualität geerntet, die mit den weiteren Wochen immer besser und reiner wird. Die Harzausbeute pro Baum hängt von Alter, Größe und Zustand des Baumes ab und liegt zwischen zwei und zehn Kilogramm. Die Weihrauchbäume sind jedoch in ihrem Fortbestand stark bedroht. Mehr als 82 % der Weihrauchproduktion stammt aus Somalia, der Rest kommt aus dem angrenzenden südlichen Arabien, Eritrea und Äthiopien, Sudan und anderen zentralafrikanischen Ländern.

## Zusammensetzung

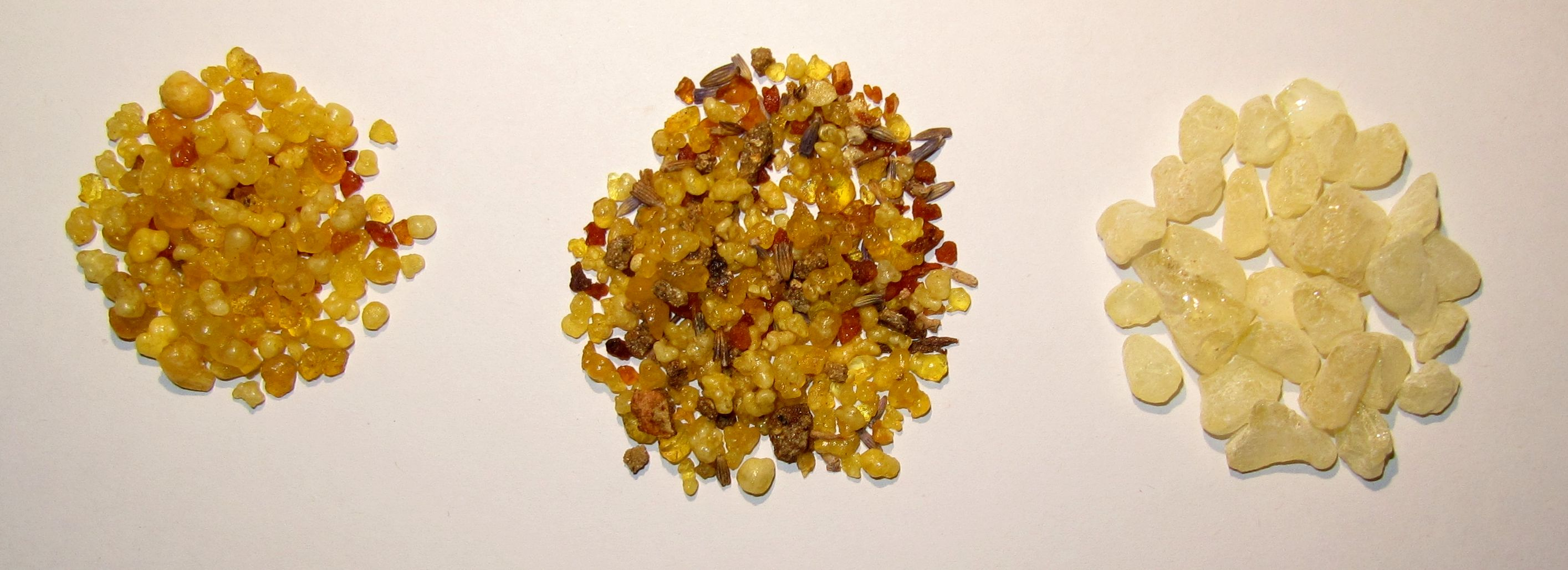
Drei Sorten Weihrauch-Harze. Links: günstige und minderwertige erste Ernte. Mitte: typische kostengünstige Mischung aus der ersten Ernte mit Anis und Styrax (Balsam) zur Inzens in der Liturgie („Kirchenqualität“). Rechts: fast weiße, teure spätere Ernte höchster Qualität

Weihrauch besteht aus einem Gemisch aus ätherischen Ölen, Harzen, Schleim und Proteinen, deren Mengen artabhängig schwanken. Der Anteil an reinem Harz beträgt etwa 50 bis 80 %, einen Großteil des Harzes machen Terpene aus, zu denen auch die Boswelliasäuren gehören. Der Gummenanteil im Harz beträgt je nach Sorte 10–30 %, der Anteil der ätherischen Öle liegt zwischen 5 und 12 %.

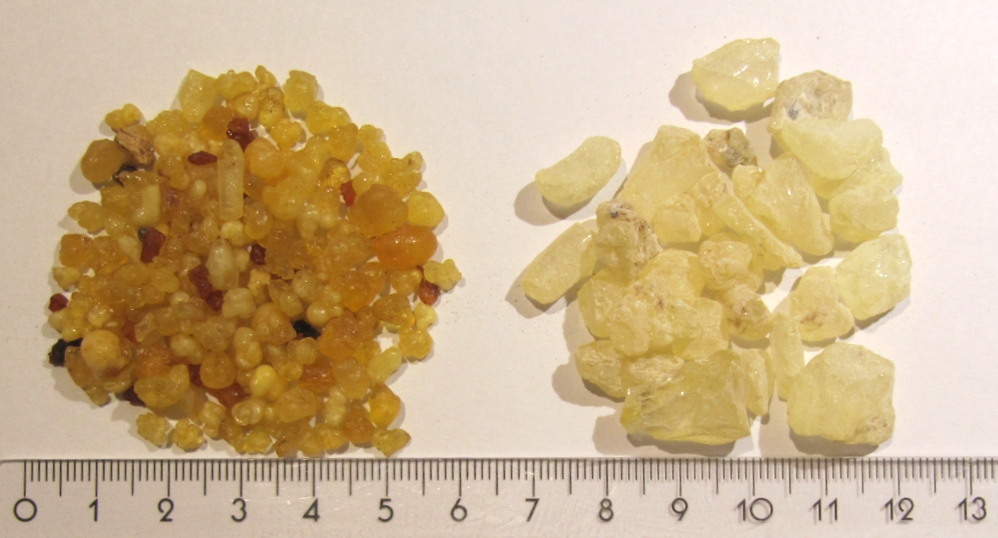
Weihrauch im Größenvergleich: erste und letzte Ernte (Oman, 2009)

Der Größenvergleich verdeutlicht die Unterschiede zwischen der ersten und letzten Ernte: Die Harztropfen der ersten Ernte sind teilweise nur wenige Millimeter groß und fast schwarz bis bernsteinfarben. Sie wurden bis Mitte des 20. Jahrhunderts als unbrauchbar betrachtet, weggeworfen und gelangten nicht in den Handel. Die Harztropfen der letzten Ernte hingegen sind etwa einen Zentimeter groß und fast schneeweiß. Sie sind bis fünfzehnmal teurer als die Harztropfen der ersten Ernte. Beim Räuchern entwickelt die letzte Ernte einen sehr intensiven, schweren Duft mit Zitronennote.
Der traditionell in der indischen Ayurvedamedizin verwendete, aus dem Salaibaum (Boswellia serrata) gewonnene „Indische Weihrauch“, auch im Europäischen Arzneibuch (Ph. Eur.) geführt, enthält
- ca. 5–9 % ätherisches Öl (α-Thujen, β-Myrcen, p-Cymol, Methyleugenol u. a.)
- ca. 15–16 % Harzsäuren [wie Boswelliasäuren, Lupansäuren und Tirucallensäuren; mindestens je 1 % 3-O-Acetyl-11-keto-β-boswelliasäure (AKBA) und 11-Keto-β-boswelliasäure (KBA)]
- bis 20 % Schleimstoffe

## Kultische Verwendung

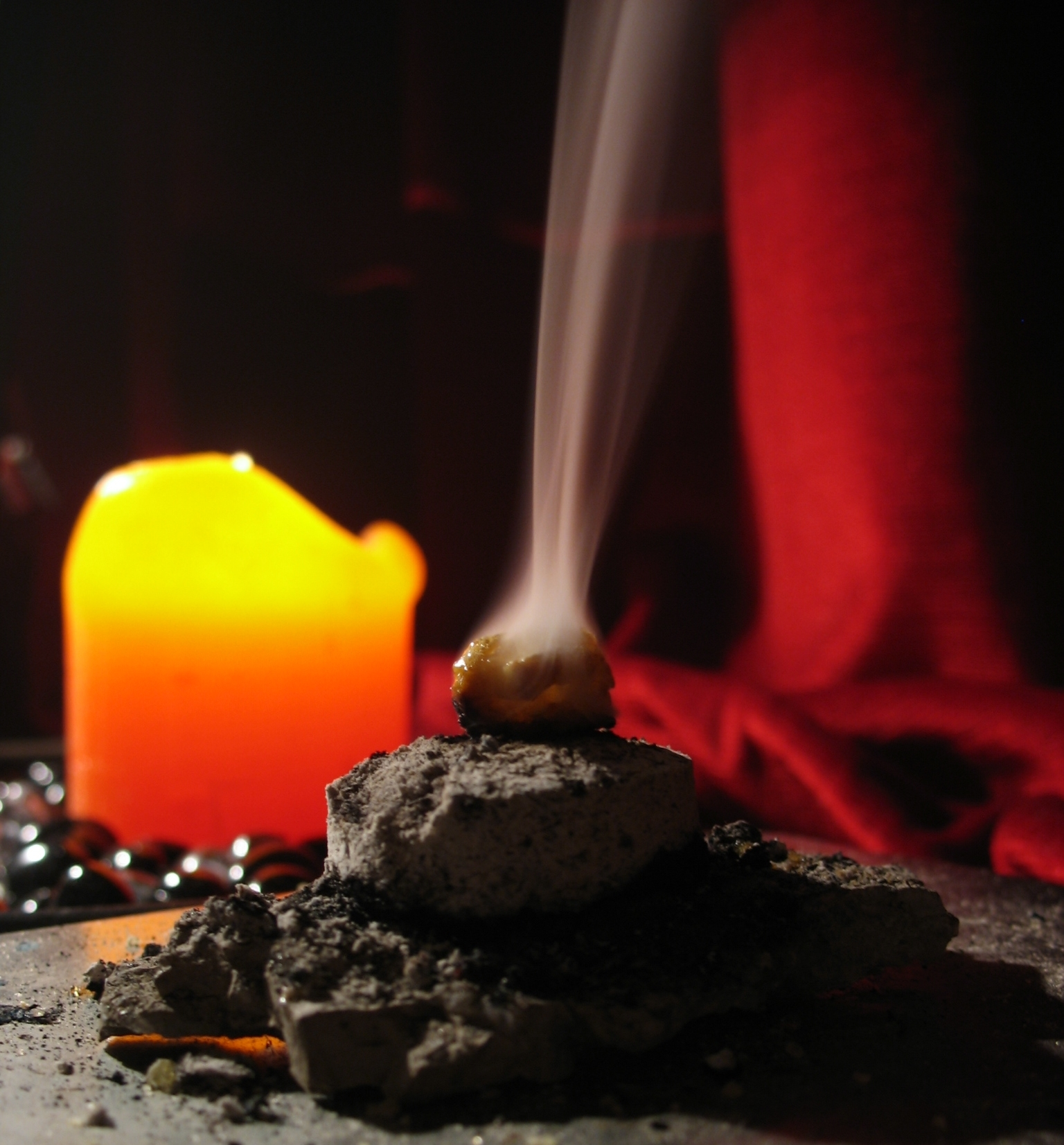
Weihrauch auf Kohle

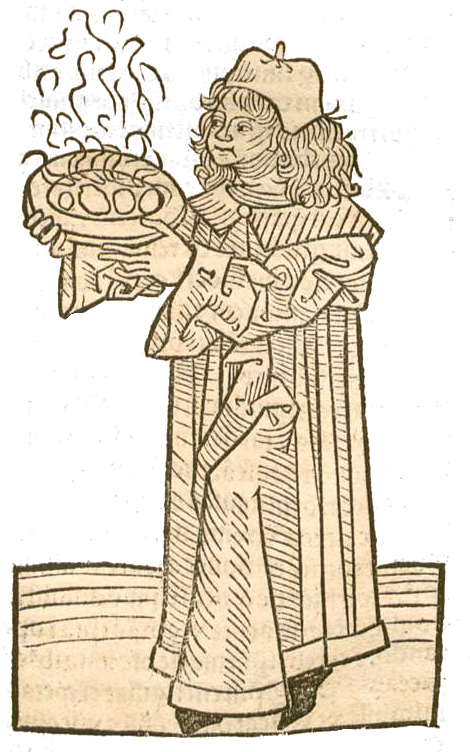
Hortus sanitatis, Mainz 1491, Abbildung zum Kapitel Thus – Weihrauch

Weihrauch war schon bei den alten Ägyptern für kultische Zwecke, bei der Mumifizierung herausragender und vermögender Personen und zumindest in begüterteren Kreisen im Alltag als aromatisches, desinfizierendes und entzündungshemmendes Räuchermittel und Heilmittel in Gebrauch. Es entwickelt beim Verglühen (Räuchern) einen aromatisch duftenden Rauch und wird in verschiedenen Religionen, auch der römisch-katholischen und orthodoxen Kirche seit Mitte des ersten Jahrtausends bei Kulthandlungen verwendet, meist vermischt mit anderen Räuchermitteln wie Benzoe, Myrrhe, Galbanum, Zistrose, Styrax, Lorbeer. Früher wurden auch andere Räucherharze als Weihrauch bezeichnet.

### Ursprünge
Der Rauch und der Duft, die sich beim Verbrennen von Weihrauch entwickeln, machten den Weihrauch von alters her zu einer Komponente bei kultischen Vollzügen. Historisch wird die Verwendung von Weihrauch im Christentum auf die Parallele im Kult der Israeliten zurückgeführt, in deren Tempel zweimal täglich Ketoret verbrannt wurden. Ursprünglich aus dem kanaanäischen Räucherkult stammend, wurde der Weihrauch im alten Israel zunächst als „Neuerung“ abgelehnt. Erst später fand er Eingang im Tempel-Gottesdienst. Spätestens im nachexilischen zweiten Tempel von Jerusalem (ab etwa 540 v. Chr.) befand sich vor dem Vorhang des Allerheiligsten der Rauchopferaltar, an dem morgens und abends ein Rauchopfer dargebracht wurde. Die Verwendung von Weihrauch war strafbewehrt nach biblischer Weisung in Exodus 30, 37-38 ausschließlich dem Gottesdienst vorbehalten.
In den verschiedenen Epochen der ägyptischen Pharaonen wurde Weihrauch bei vielen Kulthandlungen und bei der Mumifizierung verwendet. So nannten die alten Ägypter die Harzperlen des Weihrauchs den „Schweiß der Götter“. Viele andere antike Religionen und der orientalische und römische Herrscherkult kannten den Weihrauch. Während der republikanischen Zeit ersetzte bei den Römern das Verbrennen von Weihrauch die alten, vorgeschriebenen Opfer. Bei Bitt- und Dankesgebeten ließ man die Weihrauchkörner in speziell dafür bestimmten Gefäßen, acerra, im Feuer verbrennen. Kaisern und Statthaltern wurde beim Einzug in eine Stadt Weihrauch vorangetragen – als Zeichen der Huldigung, aber auch zur Verdrängung des Kloakengestanks. Die römischen Kaiser ließen sich als Dominus et deus „Herr und Gott“ verehren und verlangten Rauchopfer vor ihrem Bild.
Die frühen Christen lehnten diese göttliche Verehrung des Kaisers ab und mussten dafür Verfolgungen erdulden. Aus diesem Grunde war der Weihrauch in der christlichen Liturgie zunächst verpönt; die Kirchenväter sprachen sich explizit dagegen aus. Bei kirchlichen Begräbnisfeiern wurde der Weihrauch allerdings auch von Christen verwendet. Erst mit zeitlichem Abstand zu den Christenverfolgungen im Römischen Reich und mit der Übernahme von Elementen des römischen Kaiserkultes in den christlichen Gottesdienst wurde der Weihrauch akzeptiert.
Die konstantinische Wende führte zu einer tiefgreifenden Änderung der Organisation der Hierarchie der Kirche. Die Geistlichen, vor allem die Bischöfe, erhielten einen völlig neuen Rechtsstatus. Sie waren nun Reichsbeamte geworden, und zwar in einer sehr hohen Stellung. Dazu erhielten die Bischöfe 318 von Konstantin den Auftrag, in bestimmten Zivilprozessen höchstinstanzlich Recht zu sprechen. Mit dieser Rangerhöhung ging wohl auch das Recht auf die dazugehörigen Statussymbole einher. Daher ist wohl auch der Brauch zu erklären, beim Einzug des Bischofs Leuchterträger und Weihrauchfassträger vorauszuschicken. Das ist die Form, in der uns der Weihrauch zum ersten Mal in einer schriftlichen Quelle in der römischen Liturgie begegnet. Das Beräuchern des Altars war hingegen in Rom Mitte des neunten Jahrhunderts noch unbekannt. Die heutige Verwendung des Weihrauchs in der katholischen Kirche ist vor allem durch die gallikanische Liturgie in die römische eingedrungen. Das muss nicht heißen, dass diese spätere Entwicklung ausschließlich das Resultat karolingischer Liturgieveränderung war, denn die gallischen Formen der westlichen Liturgie waren stark von Konstantinopel beeinflusst. Beispielsweise bringt die Liturgie von St. Denis viele direkte Zitate aus der griechischen Liturgie; darunter finden sich auch vier Formen der Inzens.
Auch privat war das regelmäßige Ausräuchern des Hauses mit verschiedenen aromatischen Mischungen in der Antike verbreitet. Im altägyptischen Totenkult wurde dem Weihrauch eine bannende (apotropäische) Wirkung gegen die Macht und den Geruch des Todes zugesprochen. Auch die Sumerer, Babylonier und Perser kannten den Weihrauch.

### Weihrauchstraße
In der Antike war Weihrauch ein hochbezahltes und begehrtes Handelsgut und wurde auf der Weihrauchstraße (Oman–Jemen–Hedschas–Gaza–Damaskus) und im Fernhandel bis in fast alle Gegenden der alten Welt gehandelt und spielte in den allermeisten Religionen und Kulturen der damaligen Zeit eine Rolle. Der Ursprung des Weihrauchs wurde geheim gehalten, die Handelswege überwacht.

### Römischer Ritus
Symbolisch steht der Weihrauch für Reinigung, Verehrung und Gebet. Nach Psalm 141,2  und weiteren Bibeltexten, etwa Offb 8,3 , bezeichnet er das zu Gott aufsteigende Gebet der Gläubigen. Im Sinne von 2 Kor 2,14–16  zeigt er an, dass Gott durch die Hingabe Christi die Welt mit dem „Lebensduft, der Leben verheißt“ erfüllt hat.
Der römische Ritus bringt mit der Weihrauchverwendung unter anderem zum Ausdruck, dass der Mensch eine Einheit aus Leib und Seele ist. Der Gottesdienst richtet sich an alle Sinne. Weil das Wort Gottes in Jesus Christus Mensch geworden ist („Inkarnation“), muss sich auch der Gottesdienst leiblich erfahrbar ausdrücken (inkarnatorisches Prinzip). Weihrauch gilt daher als ein Zeichen der Gegenwart Gottes und des Wehens des Heiligen Geistes. Nach katholischer Lehre ist Jesus Christus in den eucharistischen Gestalten von Brot und Wein wahrhaft und dauerhaft gegenwärtig (Realpräsenz).

#### Heilige Messe, Stundengebet und eucharistische Verehrung

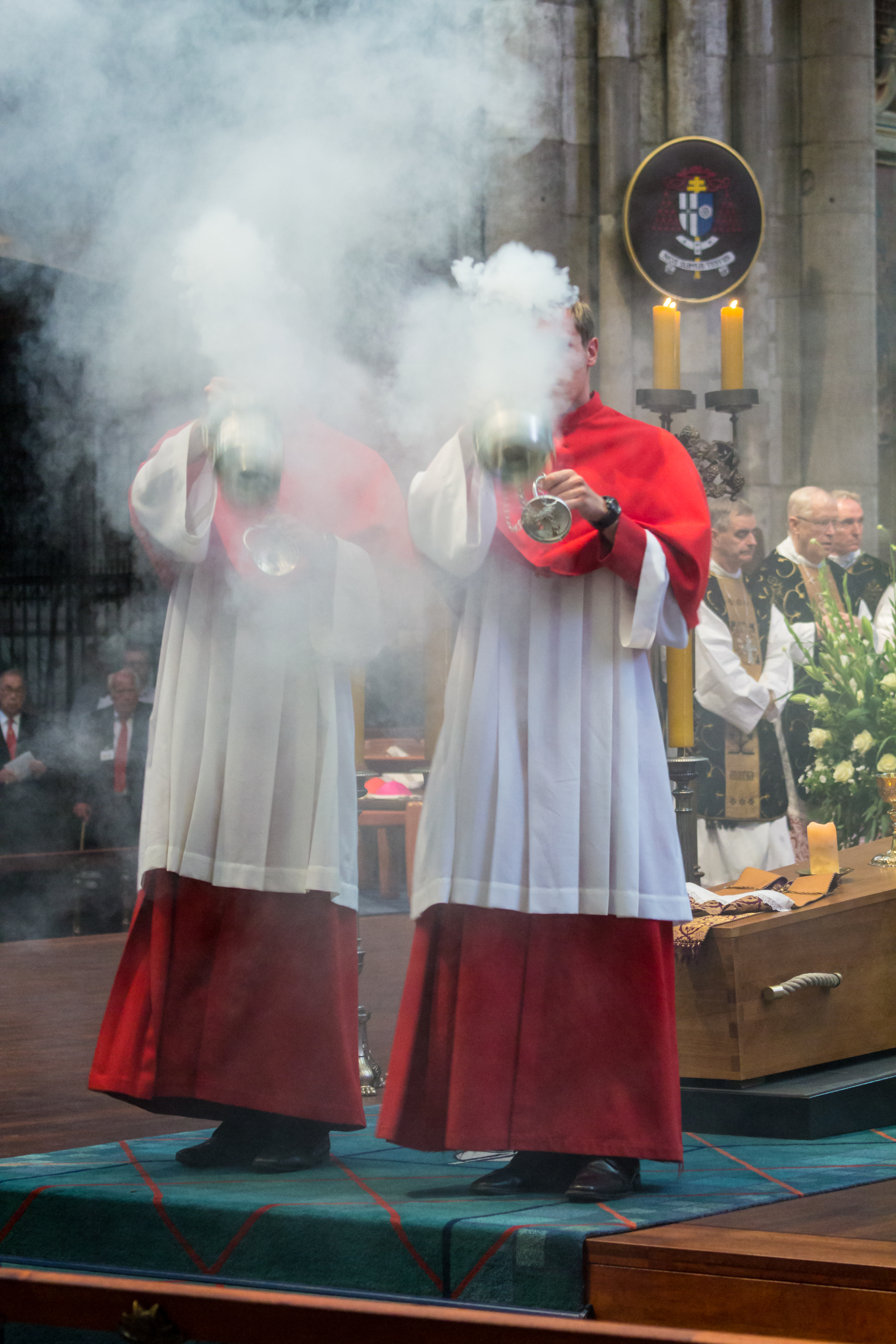
Zwei Thuriferare beim Inzensieren im Kölner Dom

In der Liturgie der lateinischen Kirche wie auch in den katholischen Ostkirchen mit byzantinischem Ritus wird Weihrauch vor allem in der heiligen Messe und in den Laudes und der Vesper des Stundengebets verwendet, außerdem zur Verehrung des Allerheiligsten, etwa bei Prozessionen oder der sakramentalen Andacht. Dabei verrichten zwei Ministranten, der Thuriferar (von altgriechisch θύος thýos „Räucherwerk, Rauchopfer“, lateinisch tus (auch thus) „Weihrauch“ und ferre „tragen“) mit dem Weihrauchfass und der Navikular mit dem Weihrauchschiffchen, den Dienst am Weihrauch.
Die eucharistischen Gaben und Gestalten sowie alle Christussymbole – wie der Altar, das Evangeliar, Priester, das Altarkreuz, die Osterkerze und die Weihnachtskrippe – und die Gläubigen werden mit dem Weihrauch inzensiert. Bei der kirchlichen Begräbnisfeier werden auch der Sarg und das offene Grab mit dem Sarg darin inzensiert, mit den Worten „Dein Leib war Gottes Tempel. Der Herr schenke dir ewige Freude.“
Die mindestens seit 1570 geltende Vorschrift, im Hochamt Weihrauch verwenden zu müssen, machte den Weihrauch zu einem Merkmal der Festlichkeit. Seit 1970 kann Weihrauch wieder – wie in den Ostkirchen seit je üblich – in allen heiligen Messen verwendet werden; dadurch kommen seine symbolischen Bezüge wieder deutlicher zur Geltung.

#### Altarweihe
Beim Ritus der Weihe eines Altares gehört zu den „ausdeutenden Zeichen“, die das Weihegebet begleiten, das Anzünden und Verbrennen von Weihrauch an fünf Stellen auf dem Altar. Ebenfalls werden bei Einsetzung der Reliquien in den Altar diesen drei Weihrauchkörner beigelegt.

#### Weihrauchspende, Weihrauchopfer

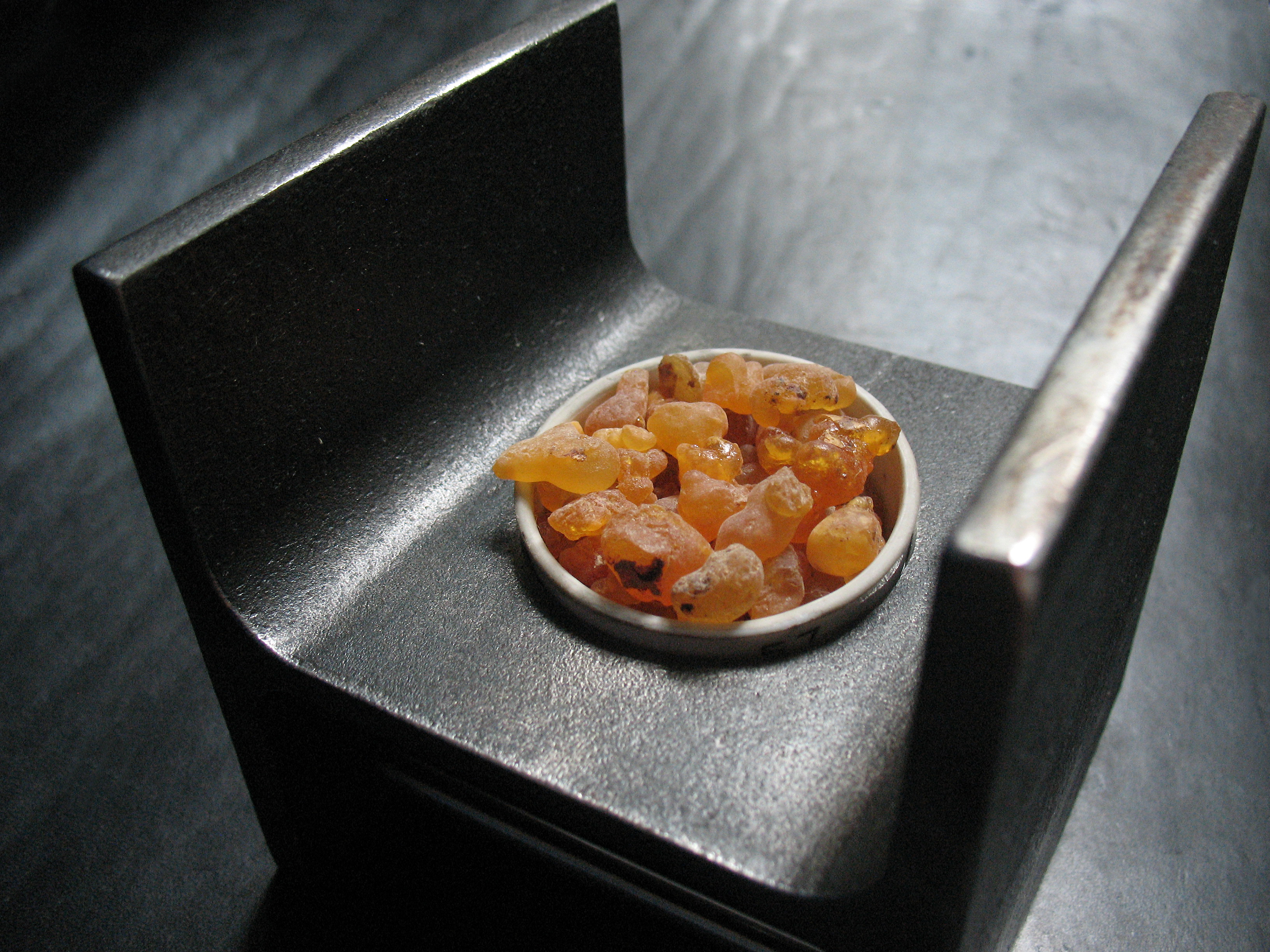
Weihrauch in Schale

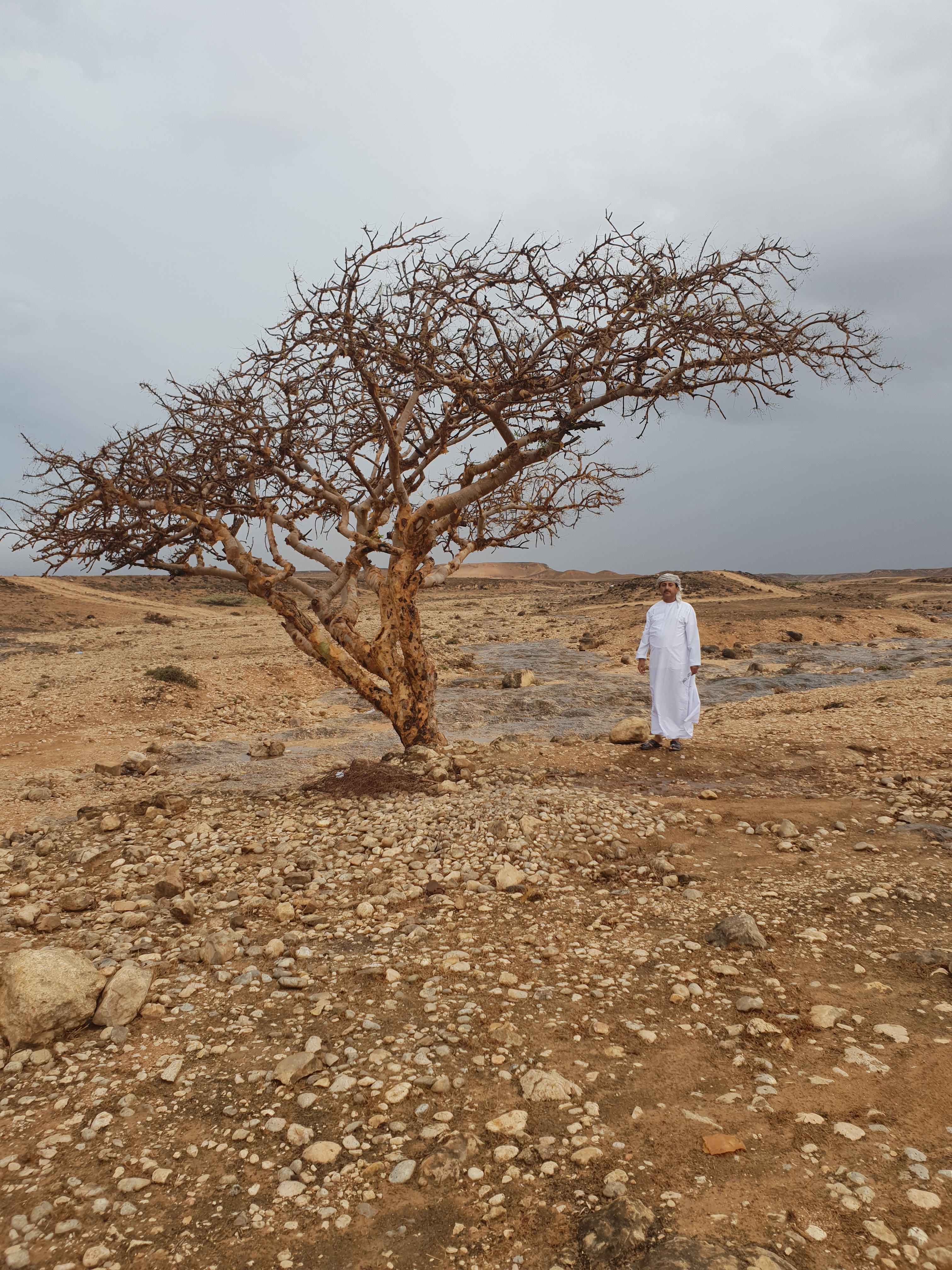
Der Boswellia-Sacra-Baum aus dem Oman

In Wort-Gottes-Feiern oder dem Luzernar kann Weihrauch beim Gesang des „Weihrauchpsalms “ (Ps 141,2 ) zu Lob und Dank in einer Schale vor dem Altar oder dem ausgesetzten Allerheiligsten entzündet werden. Auch beim Fürbittgebet in solchen Gottesdiensten kann bei den einzelnen Bitten vom Leiter, den Sprechern der Fürbitten oder allen Mitfeiernden Weihrauch zum Verbrennen in die Schale gelegt werden.

### Andere Liturgien
In der orthodoxen Liturgie, so beispielsweise im byzantinischen Ritus, dem antiochenischen Ritus und anderen der Orientalisch-orthodoxen Kirche, wird Weihrauch als Duft des Himmels verwendet. Nach alter orientalischer Vorstellung ist eine Gottesbegegnung mit einem Dufterlebnis verbunden. In den slawisch-orthodoxen Kirchen enthält die Räuchermischung allerdings oft hauptsächlich Benzoe und wenig oder keinen eigentlichen Weihrauch.
Unter den evangelischen Kirchen zählen die evangelisch-lutherischen Kirchen den Gebrauch von Weihrauch als unverbindliche Zeremonie zu den Adiaphora. Zum Teil mit der Lehre von der Realpräsenz verbunden, wurde sein Gebrauch im Zeitalter der Aufklärung zurückgedrängt. Im Verlauf des 19. Jahrhunderts verschwand er fast völlig aus dem evangelisch-lutherischen Gottesdienst. In neuerer Zeit wird zuweilen wieder Weihrauch in Anlehnung an Psalm 141 als Zeichen des Gebetes verwendet. Wie fast aller sinnlicher Schmuck des Gottesdienstes wurde der Weihrauch in den reformierten Kirchen von Beginn an abgelehnt.

## Heilkunde

### Altertum und Mittelalter
Im Altertum waren Medizin und Religion eng verbunden. Spuren davon sind noch heute in der Sprache zu finden: Wenn etwas heilt, dann ist es heil-ig. Erste Hinweise auf die Verwendung von Weihrauch finden sich in dreieinhalbtausend Jahre alten Texten aus dem Niltal. Die Ägypter nutzten Weihrauch für den guten Geruch der Luft, für Salben und zur Wundbehandlung. Vor dreitausend Jahren gab es bereits feste Handelswege, die Weihrauchstraßen, die das kostbare Harz aus seiner Heimat Südarabien (vor allem Oman, daneben Jemen) und von der Insel Sokotra am Horn von Afrika nach Ägypten und Mesopotamien brachten. Zu den Geschenken der biblischen Weisen aus dem Morgenland gehörte Weihrauch aus Südarabien.
Das römische Imperium war ein großer Abnehmer von Weihrauch. Hippokrates und andere griechisch-römische Ärzte setzten Weihrauch zur Wundreinigung, gegen Krankheiten der Atemwege und bei Verdauungsproblemen ein. Über die Wirkungsmechanismen war nichts bekannt, aber die praktischen Erfolge waren wohl zahlreich genug, dass das teure Mittel auch noch im Mittelalter als Medizin eingesetzt wurde, so auch von Hildegard von Bingen.
In den die griechische Medizin, vor allem des Dioskurides, aufgreifenden arabischsprachigen Lehrwerken des Mittelalters, beispielsweise im Kanon der Medizin (arabisch al-Qanun fi t-Tibb) des persischen Arztes Avicenna, wird die innere Anwendung von Weihrauchharzperlen (Boswellia serrata, Boswellia sacra) zur „Stärkung des Geistes und des Verstandes“ empfohlen.
Von der Antike über das Mittelalter bis ins 18. Jahrhunderts wurde Weihrauchharz als Pulver direkt oder als Heilpflaster-Zutat zur Behandlung von Wunden und Erosionen verwendet.
Die Entwicklung chemisch-synthetischer Arzneistoffe, vor allem in den Klassen der Antibiotika und Kortikoide, ließ Weihrauch als Arzneimittel in Vergessenheit geraten. Im Zuge der Rückbesinnung auf Naturheilmittel sowie der Förderung der Naturheilmittelforschung rückte auch Weihrauch wieder in den Fokus medizinischen Interesses. An der Universität Jena werden Zielstrukturen auf molekularer und zellulärer Ebene erforscht, um pharmakologische Wirkungen des Weihrauchs therapeutisch nutzbar zu machen.

### Östliches Afrika
In Ostafrika wurde Weihrauch traditionell gegen Krankheiten wie Syphilis, Bilharziose und Magenleiden eingesetzt. Die Wirksamkeit ist nicht belegt. Swahili an der ostafrikanischen Küste verwendeten Weihrauch gegen zu geringe Harnausscheidung. In einem Textbuch des äthiopischen Heilers Gerazmač Gäbräwäld (1869–1939) kommt Weihrauch in unterschiedlichen Mischungen mit Blättern, Samen, Honig, Salz und Butter als Heilmittel für zahlreiche Krankheiten vor. Neben Pflanzenheilkunde gehören in Äthiopien vor allem Besessenheitskulte zu den traditionellen Heilmethoden. Dabei wird im psychisch kranken Patienten ein Zar-Geist erkannt und beschwichtigt. Dies geschieht unter Zuhilfenahme von Weihrauch oder anderen Räucherwaren.

### Ayurveda
Im indischen Ayurveda wird Weihrauch (Salai Guggal) bereits seit ca. 5000 Jahren volksheilkundlich verwendet, etwa bei Arthritis, Ischialgie, rheumatischen Erkrankungen oder bei Gelenk- und Muskelbeschwerden.

### Klassische europäische Naturheilkunde
In der klassischen europäischen Naturheilkunde wurde der Weihrauch hauptsächlich zur Linderung von Rheumabeschwerden eingesetzt. So war Weihrauch noch 1850 zur inneren und äußeren und 1870 lediglich zur äußeren Anwendung in pharmakologischen Büchern zu finden. Nach 1875 geriet der Weihrauch in Vergessenheit. Sebastian Kneipp teilte allerdings noch 1886 mit, dass aus Tannen- oder Fichtenharz gewonnene Harzkügelchen kräftigend auf „die Brust und […] merkwürdig stärkend auf die inneren Gefäße“ wirkten und bei Bedarf auch durch „Weihrauchkörner weißer Sorte“ ersetzt werden könnten.

### Moderne Medizin
Weihrauch mit standardisiertem Wirkstoffgehalt ist Gegenstand der Grundlagenforschung im Hinblick auf chronisch entzündlicher Erkrankungen wie Morbus Crohn, Colitis ulcerosa oder Polyarthritis. Erste klinische Studienergebnisse lassen eine Wirksamkeit von Weihrauchpräparaten bei Morbus Crohn und Colitis ulcerosa vermuten. Zu Therapieversuchen bei Asthma bronchiale und rheumatoider Arthritis liegen bislang nur Einzelfallberichte und Pilotstudien vor, aus denen sich keine ausreichend sicheren Wirksamkeitsnachweise ableiten lassen. So konnten 1994 vorgestellte Studienergebnisse aus einer Behandlung der Polyarthritis (Rückgang von Schmerzen, Gelenksteife und Schwellungen) nicht bestätigt werden; so ergab etwa eine randomisierte doppeltblinde Studie keinen Vorteil gegenüber Placebo. Bei der Behandlung der Kniearthritis konnte in einer kleinen randomisierten doppeltblinden Studie an 30 über 40-jährigen Patienten eine signifikante schmerzlindernde und abschwellende Wirkung eines Extraktes von Boswellia serrata (BSE) im Vergleich zu einem Placebo nachgewiesen werden. Verabreicht wurde dreimal täglich eine Kapsel mit 333 mg BSE über acht Wochen. Die Langzeitwirkungen der Einnahme von Weihrauch sind noch nicht untersucht. Meldungen über Nebenwirkungen basieren auf Einzelfallberichten und stehen nicht unbedingt in einem kausalen Zusammenhang. Darüber hinaus konnten für Boswelliasäuren in vitro antiproliferative Effekte auf verschiedene Tumorzelllinien (wie Melanome, Glioblastome, Leberkarzinome) gezeigt werden, die auf einer Induktion von Apoptose beruhen. Eine positive Wirkung von Weihrauchpräparaten auf das Begleitödem von Hirntumoren ist zwar in kleineren klinischen Studien beschrieben worden; die Ergebnisse sind aufgrund methodischer Mängel jedoch umstritten. Als Hauptwirkstoffe werden die im indischen Weihrauch enthaltenen Boswelliasäuren angesehen.
Der indische Weihrauch ist als pflanzlicher Arzneistoff im europäischen Arzneibuch beschrieben, zugelassene Fertigarzneimittel gibt es in den EU-Ländern keine, abgesehen von homöopathischen Zubereitungen. Apotheken können in Deutschland auf Verordnung oder Kundenwunsch Weihrauchkapseln als Rezepturarzneimittel herstellen. Da bis dato nur der indische Weihrauch im Arzneibuch geführt ist, dürfte auch nur dieser für arzneiliche Zwecke verwendet werden; andere Weihraucharten wie beispielsweise der afrikanische Weihrauch (Boswellia sacra, Olibanum) können aufgrund fehlender Spezifikation nicht für die rezepturmäßige Verwendung qualifiziert werden.
Beurteilungen der Kommission E oder des Ausschusses der Europäischen Arzneimittelagentur liegen keine vor. Die ESCOP beschreibt den alkoholischen Trockenextrakt aus indischem Weihrauch für die Behandlung der schmerzhaften Arthrose in Dosen von 250 mg bis 1200 mg/Tag und in Dosen von 900 mg bis 3600 mg/Tag zur Therapie chronisch-entzündlicher Darmerkrankungen (Kinder > 12 Jahre).
Bei der europäischen Lebensmittelbehörde EFSA wurde die gesundheitsbezogene Bewerbung (Health Claim) „Gelenk-Gesundheit“ für weihrauchhaltige Lebensmittel beantragt, wobei das Bundesministerium für Verbraucherschutz Weihrauch eher dem Arzneimittelbereich zuordnet (Liste B). Auch haben bereits einzelne Überwachungsbehörden Kapselpräparate mit dem Extrakt aus Indischem Weihrauch wegen ihrer objektiven Zweckbestimmung, teilweise sogar ausdrücklich durch die Vertriebsunternehmen zur therapeutischen Anwendung beworben, als Arzneimittel eingestuft.
Ergebnisse einer Studie, die eine Wirkung von Weihrauchperlen in Form einer Steigerung der Lern- und Gedächtnisleistung in Tierversuchen nahelegen, wurden 1999 in einer iranischen Fachzeitschrift veröffentlicht. Ähnliche, die Empfehlungen von Dioskurides und anderen bestätigende Ergebnisse einer weiteren Tierversuchsstudie wurden 2004 auf einem Kongress vorgestellt.

### Wirkmechanismen
1991 fanden der Tübinger Pharmakologe Hermann Ammon und seine Mitarbeiter in dem Harz den entzündungshemmenden Wirkstoff Acetyl-11-keto-β-boswelliasäure (AKBA). Dieser greift in den Entzündungsprozess ein, indem er die Leukotrienbiosynthese reduziert.
Nach einer 2012 erschienenen Studie aus dem Arbeitskreis von Oliver Werz (Universität Jena, früher Universität Tübingen) verringern Boswelliasäuren die Entzündungsreaktion, indem sie die Synthese von Prostaglandin E2 unterbinden. Prostaglandin E2 ist für die Vermittlung der Immunantwort zuständig. Boswelliasäuren hemmen das für dessen Synthese zuständige Enzym.
Extrakte aus dem Harz der Art Boswellia papyrifera erwiesen sich dabei als besonders wirksam – diese kommt vorwiegend im Nordosten Afrikas (Äthiopien, Somalia, Eritrea) und auf der arabischen Halbinsel (Jemen, Oman) vor. Bei anderen Studien zeigte sich beim Harz des Afrikanischen Weihrauchs Boswellia carterii eine hohe Wirksamkeit. Problematisch sei, dass sich Boswelliasäuren nur schwer synthetisch herstellen ließen; Weihrauchbäume als deren einzige natürliche Quelle seien in ihrem Bestand stark bedroht.
Studien zeigten, dass Plasmakonzentrationen von 3-OH-11-Keto-β-boswelliasäure (KBA) und 3-O-Acetyl-11-keto-β-boswelliasäure (AKBA) nach oraler Gabe auch hoher Dosen weit unterhalb von Konzentrationen lagen, die für eine in-vitro-Hemmung der 5-Lipoxygenase nötig sind.

### Psychoaktivität
Incensol, ein weiterer Inhaltsstoff des Weihrauchharzes und im Weihrauch zu im Schnitt 2,7 % enthalten, zeigte im Tiermodell Effekte, die einer angstlösenden und antidepressiven Wirkung ähnlich waren. Incensol ist ein wirkungsvoller Agonist des Transient-receptor-potential-vanilloid-3-Kanals (TRPV3), eines Ionenkanals, der in der Haut an der Wahrnehmung von Wärmereizen beteiligt ist. TRPV3-mRNA wurde in Neuronen des Gehirns gefunden, jedoch ist bislang unklar, welche Rolle TRPV3-Kanäle dort spielen. Eine antidepressive Wirkung des Incensols im menschlichen Gehirn wurde bislang nicht nachgewiesen. Im Bundesforschungsprojekt der Universitäten in Tübingen und Saarbrücken mit AureliaSan GmbH (Bisingen) zeigte sich, dass Incensol extrem instabil ist und die Abbauprodukte von Incensol und Incensolacetat wirksamer sind als die beiden Reinsubstanzen.
Auf das Buch Weihrauch und Myrrhe von 1988 geht die Annahme zurück, dass Weihrauch das in Cannabis vorkommende Psychotrop Tetrahydrocannabinol (THC) enthalte. Laut den Autoren, zwei DDR-Toxikologen und einem BRD-Ethnologen, kommt die Entstehung von THC in Betracht, wenn sich die beiden Inhaltsstoffe Verbenol und Olivetol durch Verbrennung miteinander verbinden. Trotz umfassender Versuche konnte diese These in der Praxis jedoch nicht bestätigt werden, weshalb ein entsprechender Zusammenhang als unwahrscheinlich gilt.

### Gesundheitliche Risiken
Als Räucherwerk schwelend verbrannter Weihrauch enthält (genauso wie Tabakrauch) den krebserregenden Stoff Benzo[a]pyren. Eine taiwanische Studie fand in einem Tempel in Tainan eine Benzo[a]pyren-Konzentration, die 40-mal so hoch war wie in tabakverrauchten Wohnungen. Vergleichbare asiatische Studien gehen allerdings von den dort verwendeten Räucherstäbchen aus, an denen der Weihrauch mittels eines Bindemittels fixiert ist. Vermutlich ist es dieses Bindemittel, das die erhöhten Schadstoffwerte verursacht. Für Kirchen im christlichen Kulturkreis konnte hingegen nichts Vergleichbares nachgewiesen werden.
Ätherisches Weihrauchöl

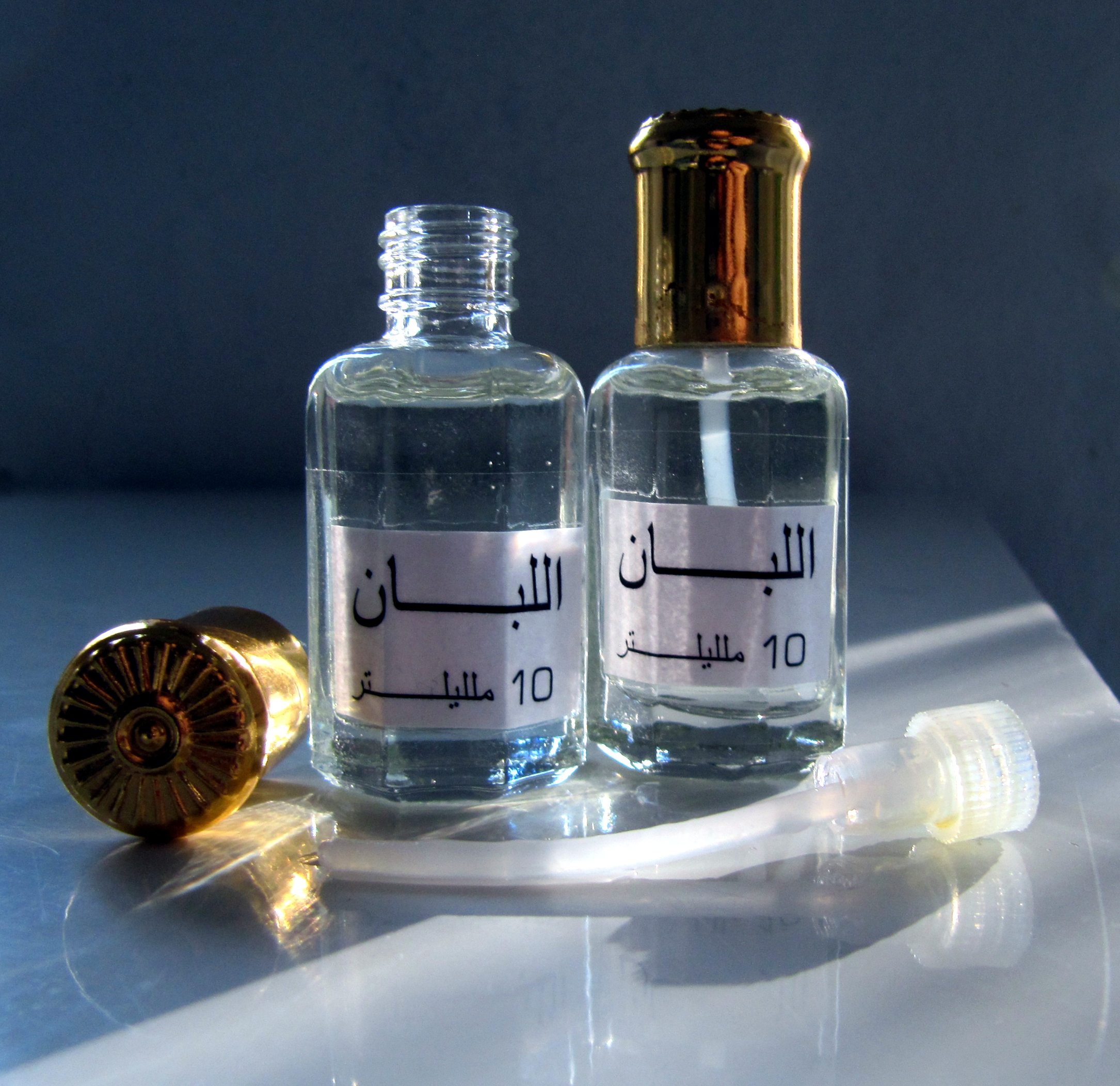
Weihrauchparfüm aus dem Oman (2009)

Das ätherische Öl wird mittels Wasserdampfdestillation aus dem Harz gewonnen. Seine Inhaltsstoffe sind zu 75 % Monoterpene, Sesquiterpene, Monoterpenole, Sesquiterpenole und Ketone. Arabisches Weihrauchöl hat einen vollen balsamischen und süßen Duft, während das indische Weihrauchöl frisch riecht. Die Parfümindustrie, die Weihrauchöl in Kosmetikprodukten und als Zugabe bei Arzneimitteln verwendet, beschreibt Weihrauchöl als „einen balsamisch-würzigen, leicht zitronigen und typischen Weihrauchduft mit leicht koniferigen und kienigen Untertönen“.

## Film
- Dhofar (Memento vom 29. Dezember 2002 im Internet Archive): Die Weihrauchbäume des Wadi Dawkah, SWR, Weltkulturerbe, RealPlayer-Video, 15 Min.
- Weihrauch – Der Duft der Götter. Film von Barbara Dickenberger, HR, 2009, 43 min.